# Rural Dell
Rural Dell az Amerikai Egyesült Államok Oregon államának Clackamas megyéjében elhelyezkedő önkormányzat nélküli település.

## Oktatás
Az általános iskola fenntartója a Molalla River Tankerület.